# Сердюк Микола Дмитрович
Сердю́к Мико́ла Дми́трович (нар. 6 грудня 1956, с. Хоружівка, Недригайлівський район, Сумська область, Українська РСР, СРСР) — голова Одеської обласної державної адміністрації у період з 6 грудня 2007 року по 18 березня 2010 року.

## Життєпис
Микола Дмитрович Сердюк народився 6 грудня 1956 року у селі Хоружівці Недригайлівського району Сумської області Української РСР СРСР.
В період з 1974 по 1977 роки — курсант Харківського вищого військового авіаційного командного училища зв'язку.
З 1977 по 1984 проходив військову службу на посадах командира взводу, командира роти в/ч 01319 (м. Комсомольськ-на-Амурі).
З 1984 по 1988 рік — слухач Військової академії зв'язку ім. С. М. Будьонного (м. Ленінград). Спеціальність — автоматизовані системи зв'язку, кваліфікація — офіцер з вищою військово-спеціальною освітою, військовий інженер електронної техніки.
З липня 1988 року по грудень 1989 року — командир в/ч 64206 (смт Озерне Житомирської області).
З грудня 1989 року по березень 1991 року — начальник зв'язку в/ч 18738 (м.Тарту, Естонія). 
З 1991 року по 1993 рік — начальник зв'язку, а згодом, з вересня 1993 по 1997 рік — командир військової частини А1724 (смт Озерне Житомирська область). З серпня 1997 року — командир військової частини А2171 (м. Одеса).
Після звільнення з військової служби у ЗС України, з квітня по серпень 2005 року — працював головою Київської районної адміністрації м. Одеси.
З 22 серпня 2005 року — працював заступником голови Одеської обласної державної адміністрації. З 2 листопада 2007 року був призначений тимчасово виконуючим обов'язки голови Одеської обласної державної адміністрації. 
6 грудня 2007 року (в день свого народження), Указом Президента України Віктора Ющенка був призначений головою Одеської обласної державної адміністрації.
Державний службовець 1-го ранґу (лютий 2008).
18 березня 2010 року, Указом Президента України Віктора Януковича був звільнений з посади голови Одеської обласної державної адміністрації.
З березня 2010 року — заступник Одеського міського голови.
В 2008 році, за версією журналу «Фокус», посів 99 місце у рейтингу «200 найвпливовіших людей України».

## Сімейний стан
Одружений, має доньку та двоє синів.

## Нагороди
- Орден «За заслуги» III ст. (6 квітня 2009 року)[3] — за значний особистий внесок у розвиток міжнародних транспортних коридорів України, забезпечення розбудови глибоководного суднового каналу «Дунай — Чорне море», багаторічну сумлінну працю
- Орден Данила Галицького (28 листопада 2006 року)[4] — за вагомий особистий внесок у соціально-економічний і культурний розвиток України, вагомі досягнення у професійній діяльності, багаторічну сумлінну працю та з нагоди річниці підтвердження всеукраїнським референдумом 1 грудня 1991 року Акта проголошення незалежності України
- Хрест Івана Мазепи (24 лютого 2010 року)[5] — за вагомий особистий внесок у державне будівництво, соціально-економічний, науково-технічний і культурний розвиток області, плідну громадсько-політичну, благодійну діяльність та з нагоди річниці заснування Одеської області.